# Световой пучок

Свет, распространяющийся в прозрачной неоднородной среде, образует два пучка (сходящийся и расходящийся) c общим „размытым“ (не точечным) центром

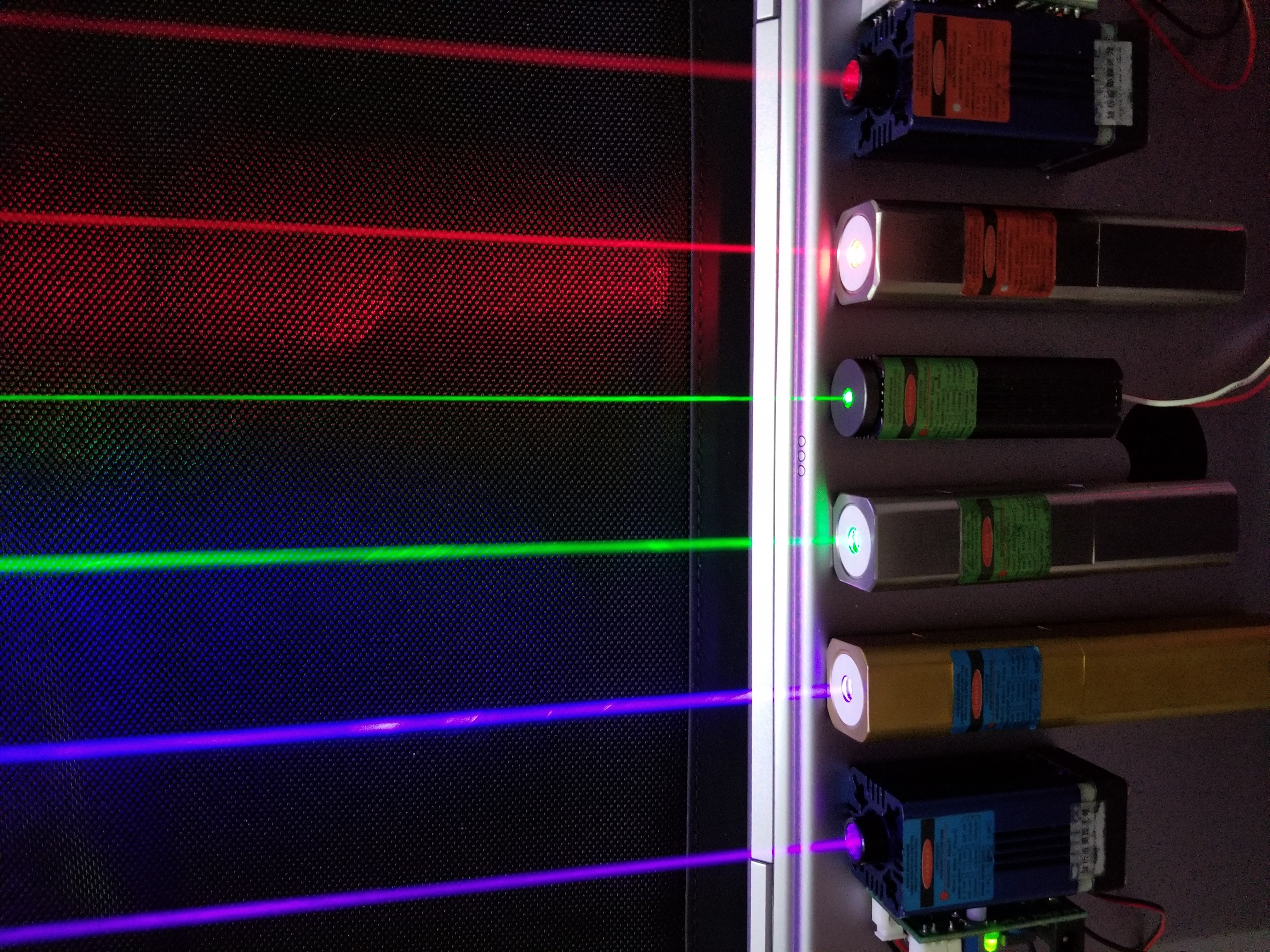
Лазер

Световой пучок — оптическое излучение, распространяющееся по направлению от (или по направлению к) некоторой ограниченной области пространства, называемой центром (вершиной, фокусом) светового пучка.
Пучок называют расходящимся, когда излучение распространяется от его центра, и сходящимся, когда свет идет к центру.
Если центр светового пучка — лишь формальный геометрический образ, полученный в результате экстраполяции направления распространения света, то пучок имеет мнимый центр. Если же оптическое излучение реально существует внутри центра соответствующего пучка, то последний имеет действительный центр. Световой пучок имеет только один центр — либо действительный, либо мнимый.
Световой пучок в ряде физических явлений может расщепляться на конечное или бесконечное число других пучков. Например, при отражении от границы раздела двух прозрачных сред, пучок (луч) расщепляется на отраженный и преломленный в определенном соотношении (см. формулы Френеля). Аналогично дело обстоит при дисперсии света в призме, дифракции на щели.
Световой луч — это пучок, который можно считать распространяющимся вдоль какой-нибудь линии, называемой траекторией светового луча, причём разным траекториям лучей соответствуют разные световые лучи.
Пучок в одних случаях можно рассматривать как луч, а в других нет. Это зависит от того, интересуемся ли мы пространственной структурой пучка. Иногда весьма широкий пучок света от прожектора можно считать лучом, а порою даже излучение лазера нельзя рассматривать как луч. Понятие луча неприменимо для описания распространения света в сильно рассеивающих средах.
Прилагательное «световой» для краткости часто опускают и называют световой луч просто лучом, а световой пучок — пучком. Это может вызвать путаницу и неверное понимание смысла текста, поскольку термины «пучок» и «луч» выражают еще и математические понятия. Однако световые лучи и пучки — физические объекты, имеющие волновые и корпускулярные свойства (подробнее…). В связи с этим содержание понятия «световой пучок» не ограничивается рамками геометрической оптики.
Траектория светового луча, в отличие от геометрического луча, может быть криволинейной — в неоднородной среде (см. градиентная оптика).
Будучи предельным случаем пучка, луч теряет некоторые его свойства. Луч не имеет центра, не может быть сходящимся или расходящимся, действительным или мнимым. Световой луч не может состоять из чего-либо; это первичный, не разложимый на более простые элементы объект.
В прозрачной среде любой пучок представим в виде совокупности конечного или бесконечного числа световых лучей. Через действительный центр пучка проходят траектории его лучей, а через мнимый центр — продолжения траекторий (на рисунках обозначаются штрихованной линией). Заметим, что траектории световых лучей могут быть криволинейными (в неоднородной среде), но продолжения траекторий всегда прямолинейны.
Световой пучок, имеющий точечную вершину, называют гомоцентрическим (от др.-греч. ὁμός — равный, одинаковый), поскольку все составляющие его лучи (или их продолжения) проходят через одну точку. Для нахождения вершины гомоцентрического пучка достаточно знать траектории лишь двух его лучей. Эта особенность широко используется при построении изображений в абсолютных оптических системах. Понятие гомоцентрического пучка является идеализацией.
Пучок называют параллельным, если траектории составляющих его лучей (или их продолжения) можно считать не пересекающимися. Когда лучи в параллельном пучке прямолинейны, то они параллельны друг другу в обычном — геометрическом смысле. Условились считать, что параллельный незамкнутый пучок имеет точечный центр, находящийся бесконечно далеко от рассматриваемой области пространства. Такой центр можно считать и действительным, и мнимым. Следовательно, параллельный пучок является гомоцентрическим. Реальные пучки либо сходящиеся, либо расходящиеся; параллельный пучок не может переносить энергию.
В принципе, мыслимы ситуации, когда в неоднородной среде криволинейные траектории световых лучей замкнуты и не пересекаются (подробнее…).